# Tiémoué Bakayoko
Tiémoué Bakayoko (sinh ngày 17 tháng 8 năm 1994) là cầu thủ bóng đá người Pháp thi đấu ở vị trí tiền vệ trung tâm cho câu lạc bộ Lorient tại Ligue 1.
Bakayoko bắt đầu sự nghiệp thi đấu tại Rennes vào mùa bóng 2013–14 và chuyển đến Monaco vào năm 2014 với phí chuyển nhượng 7 triệu £. Tại Monaco, anh giành được danh hiệu vô địch Ligue 1 trong mùa giải 2016–17 và có tên trong đội hình tiêu biểu UEFA Champions League 2016–17. Mùa hè 2017, anh gia nhập Chelsea với phí chuyển nhượng 40 triệu £ và vô địch Cúp FA 2017–18. Nhưng chỉ sau một mùa giải tại Chelsea, anh lần lượt phải thi đấu cho Milan (hai lần), đội bóng cũ Monaco và Napoli theo hợp đồng cho mượn trong năm mùa giải sau đó. Tháng 6 năm 2023, Chelsea xác nhận Bakayoko ra đi theo dạng tự do và anh chuyển đến Lorient vào cuối tháng 8 năm 2023.
Bakayoko có trận đấu đầu tiên cho đội tuyển Pháp vào tháng 3 năm 2017.

## Sự nghiệp câu lạc bộ
Bakayoko bắt đầu chơi bóng tại câu lạc bộ Olympique de Paris 15e vào lúc 5 tuổi, sau đó lần lượt là CA Paris Charenton và Montrogue FC 92. Vào năm 14 tuổi, anh bị học viện đào tạo Clairefontaine từ chối.

### Rennes
Bakayoko có trận đấu đầu tiên trong sự nghiệp tại Ligue 1 trong cuộc đối đầu với Évian TG ngày 24 tháng 8 năm 2013.

### Monaco

#### 2014–2015
Bakayoko gia nhập Monaco vào tháng 7 năm 2014 với phí chuyển nhượng 7 triệu £ và bản hợp đồng có thời hạn 5 năm. Ngày 10 tháng 8 năm 2014, anh có trận đấu đầu tiên tại Ligue 1 cho Monaco gặp Lorient nhưng bị thay ra chỉ sau 32 phút thi đấu. Anh bị một chấn thương đùi nghiêm trọng vào tháng 1/2015 khiến anh phải thi đấu 4 tháng.
Sự có mặt của cựu cầu thủ Claude Makélélé tại Monaco với tư cách giám đốc kỹ thuật đã giúp cứu vãn sự nghiệp của Bakayoko nhờ những lời khuyên và hướng dẫn từ đàn anh. Bakayoko học thêm quyền anh, đồng thời điều chỉnh chế độ ăn uống cũng như chuyển nhà để có thể chuyên tâm tập luyện và anh bắt đầu có được vị trí chính thức từ đầu mùa giải 2016-17.
Trong trận đấu lượt về vòng 1/16 UEFA Champions League 2016–17 ngày 15 tháng 3 năm 2017, Bakayoko là người ấn định chiến thắng 3-1 của Monaco trước Manchester City bằng một pha đánh đầu. Bàn thắng này cũng chính thức đưa Monaco vào vòng tứ kết nhờ luật bàn thắng trên sân đối phương với tổng tỉ số 6-6 sau hai lượt trận. Cuối mùa giải, anh được UEFA chọn vào Đội hình tiêu biểu UEFA Champions League 2016–17 và vô địch Ligue 1 cùng Monaco.
Trong ba mùa bóng tại Monaco, Bakayoko có tổng cộng 92 lần được ra sân.

### Chelsea

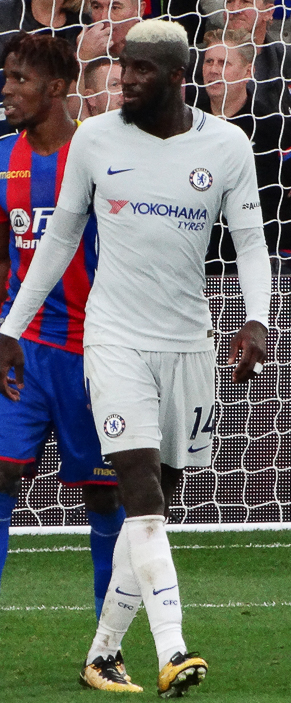
Bakayoko thi đấu cho Chelsea năm 2017

Ngày 15 tháng 7 năm 2017, Bakayoko trở thành cầu thủ của Chelsea sau khi vượt qua cuộc kiểm tra y tế với bản hợp đồng có thời hạn 5 năm sau thương vụ chuyển nhượng có giá trị khoảng 40 triệu £, giúp anh trở thành cầu thủ có giá trị chuyển nhượng cao thứ hai trong lịch sử Chelsea vào thời điểm đó.
Anh có trận đấu ra mắt Chelsea vào ngày 20 tháng 8 năm 2017 trong chiến thắng 2-1 trước Tottenham Hotspur tại Premier League. Anh có bàn thắng đầu tiên cho Chelsea trong trận mở màn UEFA Champions League 2017–18 ngày 13 tháng 9 với Qarabag FK, bàn thắng thứ 4 trong chiến thắng 6-0 của Chelsea. Ngày 14 tháng 10, anh có pha lập công đầu tiên tại Premier League trong trận thua 1-2 của Chelsea trước Crystal Palace bằng một pha đánh đầu.
Ngày 25 tháng 11, Bakayoko bị chỉ trích nặng nề bởi các cựu danh thủ Rio Ferdinand và Frank Lampard sau màn trình diễn kém và sai lầm dẫn đến bàn thua của Chelsea trong trận hòa 1-1 với Liverpool. Sau khi chơi cực tệ trong trận thua West Ham trước đó một tuần, ngày 13 tháng 12, Bakayoko là người ghi bàn mở tỉ số trong chiến thắng 3-1 trước Huddersfield Town. Ngày 31 tháng 1 năm 2018, anh lại mắc sai lầm dẫn đến bàn mở tỉ số của Bournemouth, trong trận đấu mà Chelsea đã để thua sốc 3-0. 5 ngày sau đó, anh bị truất quyền thi đấu ngay trong hiệp 1 trận đấu với Watford, khiến sau đó Chelsea để thua 4-1. Ngày 18 tháng 3, anh có lần đầu tiên trở lại đội hình ra sân của Chelsea sau chiếc thẻ đỏ trong trận đấu với Watford ở trận tứ kết Cúp FA với Leicester City nhưng huấn luyện viên Antonio Conte đã phải rút anh ra sân ngay đầu hiệp hai do lo ngại anh sẽ bị đuổi khỏi sân lần nữa sau khi đã có một thẻ vàng.
Ngày 19 tháng 5 năm 2018, anh có mặt trong đội hình xuất phát của Chelsea trong trận chung kết Cúp FA với Manchester United. Chelsea đã giành chiến thắng 1-0 và đây cũng là danh hiệu duy nhất trong mùa giải này của The Blues. Trong mùa giải 2017-18, Bakayoko thi đấu tổng cộng 43 trận cho Chelsea, trong đó có 34 lần đá chính.
Đầu mùa giải 2018-19, Bakayoko không nằm trong kế hoạch của tân huấn luyện viên trưởng Chelsea Maurizio Sarri và ông này đã loại Bakayoko ra khỏi danh sách thi đấu trận mở màn Premier League 2018-19 của Chelsea gặp Huddersfield Town.

### AC Milan (mượn)
Ngày 14 tháng 8 năm 2018, đội bóng Ý AC Milan thông báo đã mượn được Bakayoko từ Chelsea với thời hạn một mùa giải kèm theo điều khoản có thể mua đứt anh vào cuối mùa với phí chuyển nhượng 35 triệu €.
Đầu mùa giải 2018-19, Bakayoko là tâm điểm của sự chỉ trích đến từ người hâm mộ bởi màn trình diễn tệ hại của mình, điển hình như trong trận thua 3-1 trước Olympiacos tại UEFA Europa League và bị truất quyền thi đấu trong trận hòa 0-0 với Bologna tại Serie A. Thậm chí Milan đã có ý định trả anh về Chelsea trước khi hết hạn hợp đồng. Sau đó, sự tin tưởng đến từ huấn luyện viên Gennaro Gattuso đã giúp Bakayoko lấy lại tự tin và dần chứng tỏ được khả năng khi anh trở thành trụ cột của Milan và có tổng cộng 42 lần ra sân cho đội bóng này. Tuy nhiên kết thúc mùa giải, Milan không kích hoạt điều khoản mua đứt anh từ Chelsea.

### Trở về Monaco (mượn)
Ngày 31 tháng 8 năm 2019, Bakayoko quay lại câu lạc bộ Monaco theo dạng cho mượn đến hết mùa 2019–20, với điều khoản tùy chọn mua đứt với giá 42,5 triệu euro. Monaco từ chối kích hoạt điều khoản mua đứt Bakayoko trong bối cảnh ảnh hưởng tài chính bởi dịch bệnh Covid-19.

### Napoli (mượn)
Ngày 6 tháng 10 năm 2020, Bakayoko trở lại Ý và lần này là Napoli theo hợp đồng cho mượn đến hết mùa bóng 2020-21. Tại đây anh có dịp tái ngộ người thầy cũ Gennaro Gattuso. Anh ra mắt trong màu áo Napoli vào ngày 17 tháng 10 năm 2020 trong trận thắng Atalanta 4–1 và được huấn luyện viên Gattuso đánh giá tốt. Ở vòng 8 Serie A 2020-21 ngày 22 tháng 11, anh bị truất quyền thi đấu trong trận AC Milan quật ngã Napoli 3-1. Ngày 10 tháng 1 năm 2021, anh ghi bàn thắng đầu tiên cho Napoli để ấn định chiến thắng 2-1 trước Udinese ở phút 90 của trận đấu.
Ngày 26 tháng 4 năm 2021, anh có cú dứt điểm từ xa đánh bại thủ môn Salvatore Sirigu để mở tỉ số trong chiến thằng 2-0 trước Torino. Kết thúc mùa giải 2020-21, Bakayoko có 44 lần ra sân cho Napoli, ghi được 2 bàn và có 1 kiến tạo.

### Trở lại AC Milan (mượn)
Ngày 30 tháng 8 năm 2021, Bakayoko một lần nữa trở thành cầu thủ của AC Milan với bản hợp đồng cho mượn có thời hạn hai năm cùng điều khoản có thể mua đứt trị giá 20 triệu €. Anh cùng AC Milan giành chức vô địch ˞Serie A 2021-22 nhưng có đóng góp vô cùng hạn chế với chỉ 18 lần ra sân trên mọi đấu trường trong mùa giải này. Đến mùa giải kế tiếp 2022-23, anh  chỉ ra sân có 3 trận từ ghế dự bị và AC Milan quyết định trả anh trở lại Chelsea.
Ngày 16 tháng 6 năm 2023, Chelsea xác nhận Bakayoko sẽ ra đi theo dạng tự do trong mùa hè 2023.

### Lorient
Ngày 31 tháng 8 năm 2023, Bakayoko gia nhập Lorient theo dạng chuyển nhượng tự do với bản hợp đồng có thời hạn hai năm.

## Sự nghiệp đội tuyển quốc gia
Tháng 3 năm 2017, Bakayoko được triệu tập vào đội tuyển quốc gia Pháp để chuẩn bị cho hai trận đấu với Luxembourg và Tây Ban Nha để thay Paul Pogba vắng mặt vì chấn thương. Anh có trận đấu ra mắt đội tuyển vào ngày 28 tháng 3 năm 2017 trong trận đấu với Tây Ban Nha, vào sân từ ghế dự bị ngay đầu hiệp 2 để thay cho Adrien Rabiot.

## Thống kê sự nghiệp

### Câu lạc bộ
Tính đến ngày 26 tháng 5 năm 2019
| Câu lạc bộ          | Mùa giải            | Vô địch quốc gia    | Vô địch quốc gia | Vô địch quốc gia | Cúp quốc gia | Cúp quốc gia | Cúp liên đoàn | Cúp liên đoàn | Cúp châu Âu | Cúp châu Âu | Khác    | Khác   | Tổng cộng | Tổng cộng |
| Câu lạc bộ          | Mùa giải            | Hạng đấu            | Số trận          | Số bàn           | Số trận      | Số bàn       | Số trận       | Số bàn        | Số trận     | Số bàn      | Số trận | Số bàn | Số trận   | Số bàn    |
| ------------------- | ------------------- | ------------------- | ---------------- | ---------------- | ------------ | ------------ | ------------- | ------------- | ----------- | ----------- | ------- | ------ | --------- | --------- |
| Rennes              | 2013–14             | Ligue 1             | 24               | 1                | 3            | 0            | 1             | 0             | —           | —           | —       | —      | 28        | 1         |
| Monaco              | 2014–15             | Ligue 1             | 12               | 0                | 1            | 0            | 2             | 0             | 3           | 0           | —       | —      | 18        | 0         |
| Monaco              | 2015–16             | Ligue 1             | 19               | 1                | 2            | 1            | 1             | 0             | 1           | 0           | —       | —      | 23        | 2         |
| Monaco              | 2016–17             | Ligue 1             | 32               | 2                | 1            | 0            | 4             | 0             | 14          | 1           | —       | —      | 51        | 3         |
| Monaco              | Tổng cộng           | Tổng cộng           | 63               | 3                | 4            | 1            | 7             | 0             | 18          | 1           | 0       | 0      | 92        | 5         |
| Chelsea             | 2017–18             | Premier League      | 29               | 2                | 5            | 0            | 4             | 0             | 5           | 1           | 0       | 0      | 43        | 3         |
| A.C. Milan (mượn)   | 2018–19             | Serie A             | 31               | 1                | 4            | 0            | —             | —             | 6           | 0           | 1       | 0      | 42        | 1         |
| Monaco (mượn)       | 2019–20             | Ligue 1             | 20               | 1                | 2            | 0            | 1             | 0             | —           | —           | —       | —      | 23        | 1         |
| Tổng cộng sự nghiệp | Tổng cộng sự nghiệp | Tổng cộng sự nghiệp | 167              | 8                | 18           | 1            | 13            | 0             | 29          | 2           | 1       | 0      | 228       | 11        |

1. ↑  Bao gồm Cúp bóng đá Pháp, Cúp FA, Cúp bóng đá Ý
2. ↑  Bao gồm Cúp Liên đoàn bóng đá Pháp, Cúp Liên đoàn bóng đá Anh
3. 1 2 3  Ra sân ở UEFA Champions League
4. 1 2  Ra sân ở UEFA Europa League
5. ↑  Ra sân ở Siêu cúp Ý

### Quốc tế
Tính đến ngày 28 tháng 3 năm 2017
| Đội tuyển quốc gia | Năm       | Số trận | Số bàn |
| ------------------ | --------- | ------- | ------ |
| Pháp               | 2017      | 1       | 0      |
| Tổng cộng          | Tổng cộng | 1       | 0      |

## Danh hiệu

### Câu lạc bộ
Monaco
- Ligue 1: 2016–17

Chelsea
- Cúp FA: 2017–18

AC Milan
- Serie A: 2021–22

### Cá nhân
- Đội hình tiêu biểu của UEFA Champions League: 2016–17